# Tyrreense berghagedis
De Tyrreense berghagedis, vaak gespeld als Tyrrheense berghagedis (Archaeolacerta bedriagae) is een hagedis uit de familie echte hagedissen (Lacertidae).

## Naam en indeling
Een andere benaming is Bedriage's berghagedis. Vroeger werd deze soort in het geslacht Lacerta ingedeeld maar dat wordt beschouwd als verouderd.
De wetenschappelijke naam van de hagedis werd voor het eerst voorgesteld door Lorenzo Camerano in 1885. Het is tegenwoordig de enige soort uit het monotypische geslacht Archaeolacerta. De soortaanduiding bedriagae is een eerbetoon aan de Russische herpetoloog Jacques von Bedriaga.

### Ondersoorten
De skink wordt verdeeld in de volgende ondersoorten, met de auteur en het verspreidingsgebied.
| Naam                               | Auteur         | Verspreidingsgebied |
| ---------------------------------- | -------------- | ------------------- |
| Archaeolacerta bedriagae bedriagae | Camerano, 1885 | Corsica             |
| Archaeolacerta bedriagae paessleri | Mertens, 1927  | Sardinië            |
| Archaeolacerta bedriagae sardoa    | Peracca, 1903  | Sardinië            |

## Uiterlijke kenmerken
Volwassen exemplaren zijn buiten de paartijd bruingrijs en hebben een donkere, vale, fijnmazige nettekening op de rug. Het vrouwtje is egaler van kleur, de mannetjes krijgen in de paartijd een blauwe kleur op de buik en de liezen evenals blauwe vlekjes op de flank. Ook de vrouwtjes krijgen een wat blauwige kleur, de tekening op de rug krijgt een groter contrast; in plaats van een vale nettekening lijken het eerder witte stippen te worden. De juvenielen hebben een felle azuurblauwe staart. Alleen volwassen mannetjes bereiken soms een lichaamslengte tot 30 centimeter, meestal blijft de totale lengte onder de 25 centimeter.

## Verspreiding en habitat
De Tyrreense berghagedis komt voor in delen van Europa en leeft op het Italiaanse eiland Sardinië en het Franse Corsica. De habitat bestaat uit rotsachtige omgevingen waar de hagedis klimt over stenen, klippen, muren en ruïnes. De berghagedis wordt meest op enige hoogte aangetroffen tussen 600 en 2000 meter boven zeeniveau maar ook wel langs de kust, waar de hagedis vaak in de buurt van beekjes en stroompjes ligt te zonnen.
Door de internationale natuurbeschermingsorganisatie IUCN is de beschermingsstatus 'gevoelig' toegewezen (Near Threatened of NT). Deze zeldzame soort is beschermd door CITES.

## Levenswijze
Het voedsel bestaat uit insecten en kleine ongewervelden. De hagedis valt als hij jaagt op omdat het een van de weinige echte hagedissen is die een heuse sprong kan maken om een prooi te vangen en zo vliegende insecten kan verschalken. Bij gevaar wil de hagedis het water weleens inspringen, want deze soort kan goed zwemmen.